# Plößberg
Plößberg est une commune de Bavière (Allemagne), située dans l'arrondissement de Tirschenreuth, dans le district du Haut-Palatinat.

## Personnalités liées à la ville
- Nicolaus Michael Oppel (1782-1820), naturaliste né à Schönficht.